# Легуан водяний
Легуан водяний (Physignathus lesueurii) — представник роду водяних ящірок з родини Агамових. Має 2 підвиди. Інша назва «австралійський водяний дракон».

## Опис
Загальна довжина сягає 80 см, з яких значну частину складає хвіст. Спостерігається статевий диморфізм — самець більше за самицю. Колір шкіри зеленувато—сірий з чорними смугами по спині й хвосту. У деяких на горлі є біла, жовта або червона широка смуга, позаду очей є темна смуга. Тулуб кремезний. Від потилиці до основи хвоста тягнеться гребінь, який складається з трикутної луски. Він нагадує формою та розміром гребінь в ігуан. Звідси й назва цієї тварини (раніше ігуан часто називали легуанами). Мають потужні кінцівки й кігті, довгий м'язистий, стислий з боків боків хвіст. 

## Спосіб життя
Полюбляє лісові, чагарникові місцини поблизу водоймищ, зустрічаються у садибах й приміських парках. Це досить полохлива тварина. Активні вдень, висять на гілках над водою. Гарно бігають, лазають по вертикальній поверхні. Добре плавають та пірнають. Ховаються у норах глибиною до 15см. Харчуються комахами та гризунами.
Це яйцекладна ящірка. Самиця відкладає 6—18 яєць у свою нору. 

## Розповсюдження
Це ендемік Австралії. Мешкає у штатах Квінсленд, Вікторія, Південна Австралія.

## Підвиди
- Physignathus lesueurii lesueurii
- Physignathus lesueurii howittii